# New Jersey Teamsterz Football Club
O New Jersey Teamsterz FC, anteriormente conhecido como New Jersey Teamsters FC, é um clube de futebol profissional americano com sede em Bayonne, New Jersey e que estreará na National Independent Soccer Association a partir de 2021. A equipe anteriormente jogou na United Premier Soccer League.

## História
O Teamsterz foi anunciado como um novo membro da United Premier Soccer League (UPSL) em 28 de fevereiro de 2017.  
A equipe começou a jogar na Conferência do Nordeste durante a temporada 2018 da UPSL. Em sua primeira partida em casa em 14 de abril de 2018, no Don Ahern Veterans Memorial Stadium, o Teamsterz levou dois gols e terminou com um empate por 2–2 para ganhar seu primeiro ponto competitivo.  O grupo terminou em terceiro em sua divisão, garantindo uma vaga na pós-temporada antes de cair nas semifinais dos playoffs da Divisão Americana para Junior Lone Star FC II.  Na primavera seguinte, New Jersey terminou em segundo lugar na conferência, agora jogando em uma única mesa, mas não conseguiu chegar aos playoffs nacionais .
Em 26 de fevereiro de 2020, o Teamsterz anunciou que havia sido aceito na National Independent Soccer Association (NISA), uma divisão da liga 3 sancionada profissionalmente, com planos de começar a jogar profissionalmente na primavera de 2021,   embora mais tarde, isso foi adiado para o outono devido à pandemia de COVID-19 em andamento. A equipe afirmou ainda que não colocaria uma equipe UPSL em 2020.
Em 2020, os proprietários da equipe Sibrena e Alex Geraldino foram apresentados na série do Discovery Channel "I Quit", que seguiu empreendedores que pediram demissão para lançar novos negócios. A equipe anunciou que estava mudando a grafia do nome da equipe de Teamsters para Teamsterz.